# Helios (pel·lícula)
Helios (赤道) és una pel·lícula de thriller criminal de Hong Kong i xinesa del 2015 dirigida per Longman Leung i Sunny Luk i protagonitzada per un repartiment internacional de Hong Kong, Xina, Taiwan i Corea del Sud. La pel·lícula es va estrenar el 30 d'abril de 2015 a la Xina i l'1 de maig de 2015 a Hong Kong.

## Argument
El criminal més buscat de Corea del Sud, "Helios" (Chang Chen), i la seva assistent "Messenger" (Janice Man), han robat una arma de destrucció massiva desenvolupada en secret per l'exèrcit sud-coreà, un dispositiu portàtil explosiu nuclear (DC8), juntament amb setze mòduls de combustible. Les forces policials de Hong Kong, Xina i Corea del Sud han estat informades que Helios mantindrà una negociació clandestina per a l'arma a Hong Kong.
S'ha creat un equip de resposta d'emergència, que inclou l'inspector en cap Eric Lee Yan-ming (Nick Cheung) de la Unitat de Resposta contra el Terrorisme, l'alt funcionari xinès Song An (Wang Xueqi) i dos sud-coreans. experts en armes: Choi Min-ho (Ji Jin-hee) i Park Woo-Cheol (Choi Siwon). L'equip treballa conjuntament per localitzar el parador de l'arma. Lee convida el professor de Física Siu Chi-yan (Jacky Cheung) de la Universitat de Hong Kong a servir com a assessor especial per a l'operació.
Hong Kong, Xina i Corea del Sud tenen el mateix objectiu, encara que amb objectius diferents. Choi vol caçar Helios, recuperar l'arma i assegurar-se que els secrets militars de Corea del Sud no es divulguin. En representació del govern xinès, Song vol resoldre la crisi a Hong Kong i limitar qualsevol activitat terrorista a Hong Kong o territoris xinesos. Lee i Siu, membres de la Unitat de Resposta contra el Terrorisme, han de fer front al repte més gran, davant la pressió tant de la Xina com de Corea del Sud.
Messenger és arrestat i DC8 cau en mans de la policia de Hong Kong. Agents de la Xina i Corea lluiten per posseir l'arma. Mentrestant, Helios apareix a Macau, amb plans per prendre represàlies i recuperar l'arma. En l'enfrontament final, es revelen conspiracions insospitades i el professor Siu es revela com l'autèntic "Helios", agafant tothom desprevingut.

## Repartiment
- Jacky Cheung com el professor Siu Chi-yan (肇志仁), un professor de Física a la Universitat de Hong Kong i un expert en crisi que s'oposa a que DC8 romangui a Hong Kong, es va revelar com l'autèntic "Helios".
- Nick Cheung com a Eric Lee Yan-ming (李彦明), inspector en cap de la Unitat de Resposta contra el Terrorisme i comandant de l'equip de resposta d'emergència.
- Shawn Yue com a Fan Ka-ming (范家明), inspector sènior de la Unitat de Resposta contra el Terrorisme que abans va servir a la Unitat de Funcions Especials i a l'Oficina d'Intel·ligència Criminal. És un dels comandants adjunts de l'equip de resposta a emergències.
- Wang Xueqi com a Song Ahn (宋鞍), un alt funcionari del govern de la Xina que defensa l'ús de mitjans diplomàtics per fer front a la crisi. També defensa que DC8 es quedi a Hong Kong.
- Janice Man com a Zhang Yiyun (張怡君), sobrenomenada "Messenger", l'assistent de Gam Dao-nin
- Ji Jin-hee com a Choi Min-ho (崔民浩), director adjunt de l'oficial del Servei Nacional d'Intel·ligència de Corea del Sud i expert en armes de defensa. Amb un doctorat en enginyeria mecànica i física, provenia d'una família de científics. No obstant això, a causa d'un accident d'investigació, es va convertir en l'únic supervivent de la seva família i va ser admès amb la vacunació de tota la vida.
- Choi Siwon com a Park Woo-Cheol (朴宇哲), un agent especial de Corea del Sud responsable de protegir la seguretat de Choi Min-ho.
- Yoon Jin-yi com a Shin Mi-Kyung (申美京), un espia sud-coreà enviat a Hong Kong per ajudar en Choi Min-ho i Park Woo-cheul en la seva missió. Treballa en una editorial de revistes per encobrir la seva identitat.
- Josephine Koo com a Sophia, una antiga contrabandista d'armes fa setze anys i des de llavors s'ha retirat i es va traslladar a Macau. També és la padrina de Gam Dao-nin i més tard va ser assassinada pel seu fillol per tapar un secret.
- Feng Wenjuan com a Yuan Xiaowen (袁曉文), secretari en cap del Sr. Song
- Lee Tae-ran com a Yoon Hee-seon, l'esposa de Choi Min-ho
- Kim Hae-sook com a Park Young-sook, director de NIS
- Chang Chen com a Gam Dao-nin (金燾年), un contrabandista d'armes de Corea del Sud que es rumoreja que és el criminal més buscat "Helios", mentre que en realitat, va ser formulat pel veritable "Helios" per ser responsable de l'execució del seu complot.
- Tracy Chu com a Tracy, una inspectora de la Unitat de Resposta contra el Terrorisme i un dels comandants adjunts de l'equip de resposta a emergències
- Philip Keung com a Wong Kin-Chung (王建中), membre de l'equip de resposta a emergències
- Benny Lee com a membre de l'equip de resposta a emergències que representa el Departament d'Immigració
- Eric Chung com a membre de l'equip de resposta a emergències que representa el Departament de Serveis Culturals i d'Oci
- Ben Yuen com a representant del Departament de Transport
- Timothy Cheng com a membre de l'equip de resposta a emergències que representa el Departament de Serveis de Bombers de Hong Kong
- Rachel Kan com a membre de l'equip de resposta a emergències que representa l'Hospital Authority
- Chan Suk-yee com a director d'immigració
- Paul Fonoroff com a Martin Koo, un periodista estranger
- Gill Mohindepaul Singh com a Saad
- Icy Wong com a periodista
- Mike Leeder com a Mr. Big, comprador d'Orient Mitjà
- Philippe Joly com un dels guardaespatlles del Sr. Big
- Kim Hye-yoon com a germana de Park Woo-cheol

## Llançament
La pel·lícula va celebrar la seva primera conferència de premsa el 10 de desembre de 2013 al Sheraton Hotel de Macau on es va presentar el seu primer tràiler. La pel·lícula es va estrenar a la Xina el 30 d'abril de 2015.

## Taquilla
La pel·lícula es va estrenar a la Xina el 30 d'abril de 2015 i va guanyar  20,68 milions de dòlars en el seu cap de setmana d'estrena de quatre dies, amb 101.873 projeccions i 3,24 milions d'entrades, ocupant el quart lloc a la taquilla xinesa darrere de Furious 7, You Are My Sunshine i The Left Ear. A Hong Kong, la pel·lícula ha recaptat un total de 15,9 milions de dòlars de Hong Kong (2,06 milions de dòlars EUA).